# Eupithecia edwardsi
Eupithecia edwardsi är en fjärilsart som beskrevs av Fletcher 1951. Eupithecia edwardsi ingår i släktet Eupithecia och familjen mätare. Inga underarter finns listade i Catalogue of Life.